# 肥城老城

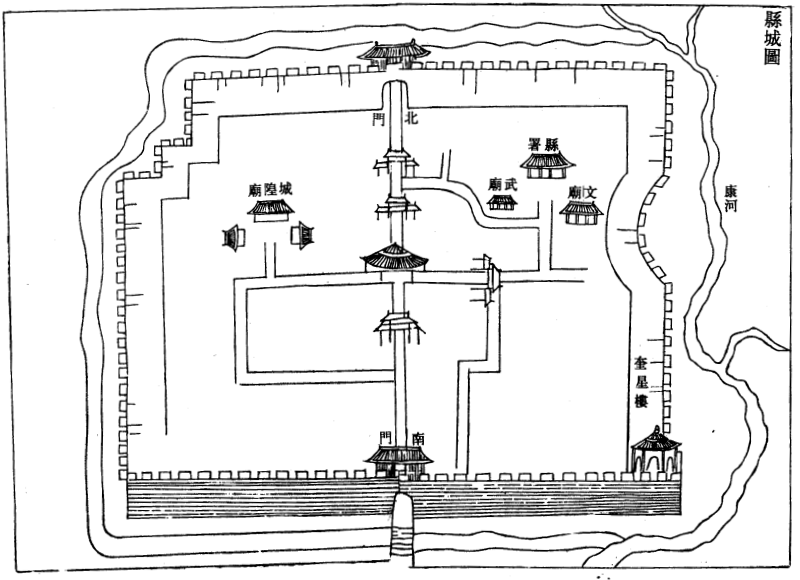
光緒年间《肥城縣志》上的肥城縣城圖

肥城老城，即肥城老县城，又称卧虎城或玉城，位于今中国山东省肥城市老城街道，为元代至民国期间肥城县县治所在地。该城起源于西汉，元代在今址建立起土制城池，明代改造为石城，1945年至1958年之间城池被拆除，1980年后肥城县城搬迁，老城走向衰落。目前为肥城市老城街道机关驻地。

## 历史
春秋时期肥城境内有肥子国，而肥子国国都无考。战国时有肥邑，西汉始设肥城县，当时肥城县治所在今卧虎城原址以西，为土城，始建年代亦无考。两汉魏晋时期，肥城属卢县，南北朝时重设肥城县，此后此城先后为济北郡、肥城郡、肥城县、辛寨镇驻地。
元朝时期，以辛寨镇重设肥城县。平阴县达鲁花赤趙珪在今卧虎城故垒築砖城。城周六里一百步，城高一丈五尺，城厚一丈，护城河宽一丈，深五尺。仅开辟南北两座城門，南曰文安，北曰武定。城墙原本四面平直，明永乐年间，東北两侧被河水侵蚀，此后随走势修筑，因此走向略有凹陷。成化五年（1469年），知縣林廷庸、千戶曹紀修築月城和門樓。嘉靖、隆慶年間，知縣錢商周重修。萬曆二十二年（1594年），知縣馬經綸改造为石城。清乾隆二十二年（1757年），知縣李九如率民众補修。乾隆五十七年（1792年）和同治二年（1863年），知縣蔣子林、吳樹聲又分别倡議補修。
1938年1月1日，日本军队进攻肥城县城，肥城县政府及国民党正规武装力量未做抵抗而撤离，随后肥城县城被日军攻克。日军在肥城市建立维持会后不久便撤离肥城县城，城内仅留下维持会武装。1月17日，由中国共产党组织、成立仅数天的山东西区人民抗敌自卫团攻入肥城县城，同年4月县城又被日军攻占，直到1945年8月日本投降，共产党军队才重新夺回肥城县城。1946年，肥城县抗日民主政府进入肥城县城，为了防止日军或国民党军队攻占肥城县城并凭借城墙坚守，肥城地方政府开始拆除卧虎城城墙，城墙附属的设施如角楼、城门等一并被拆除，护城河也被填平。此后，国民党军队与共产党军队几度争夺肥城，肥城最终被中国共产党控制。
1949年年末，老城建筑用地共计0.399平方公里，人口3784人。1958年，卧虎城城墙最终被完全拆除。当年随着大跃进的开始，肥城煤炭需求激增，有勘探队伍在老县城附近发现大量煤矿，为了开采煤矿，肥城县决定迁走县城，此后肥城老县城的发展受到政策限制，而新县城直到1975年才开始修建。1979年末开始，肥城市党政机构和主要学校、医院等公共设施先后迁往新县城。至1987年，老县城的肥城县政治、经济、文化、交通中心地位已经完全被新县城取代。而老县城则作为老城镇（今老城街道）党政机关驻地存在至今。

## 构造

### 防御工事

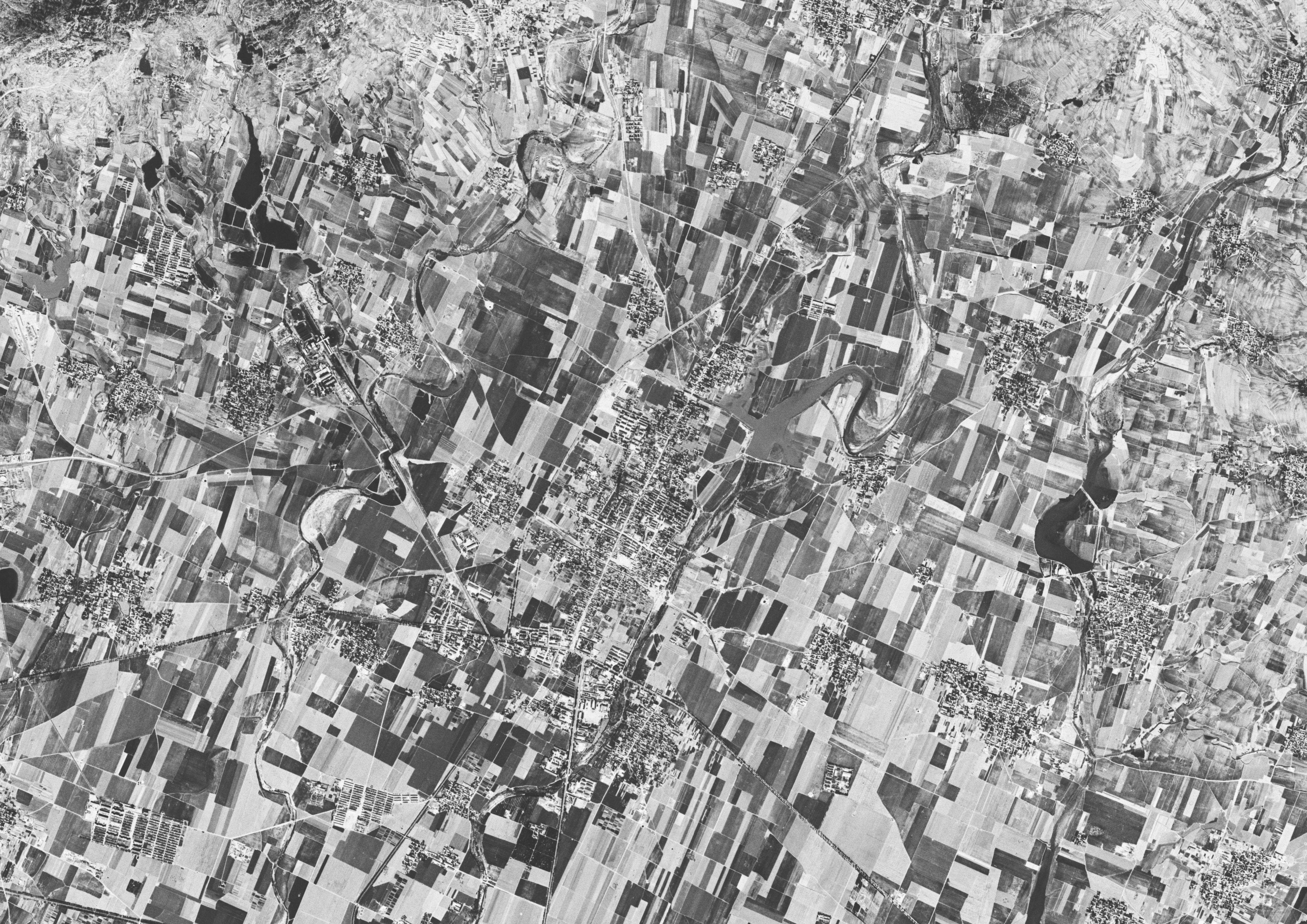
1971年肥城县城及周边地区的卫星地图

卧虎城东西宽750米左右，南北长1250米，整座城的面积约90万平方米，大致呈矩形，但西北角为锯齿形，东城墙一段为向内凹的弧形，史书将其描述为一只静卧的老虎，因而得名“卧虎城”。卧虎城有城墙、角楼、垛口、门楼和护城河，防御工事极为完善。这些设施大多在1945年至1958年间被扒毁或填平。
卧虎城城墙初为土制，明万历年后改为石制。石制城墙横截面呈直角梯形，高约十米，底宽约11米，顶宽9米，其外部用加工过的33层整齐的青石条铺成，墙顶用青石板平铺，内部则是用四十多层灰土层层夯实的加了黑矾的石灰和乱石。城墙顶部用青石平铺，顶部外侧还有用青砖砌成的留有箭孔的垛口。其外部的青石十分工整，经数百年风吹雨打后表面光洁如玉，故也号称“玉城”。卧虎城城墙以坚固而著称。抗日战争期间，日本军队曾使用炮轰击卧虎城城墙，但仅仅在城墙上留下了十厘米深的痕迹。建造卧虎城城墙花费了大量的石料，据民间传说，卧虎城城池所用的青石来自城旁的巧山，城池建好之后，巧山被夷为平地。
卧虎城号称有四个城门，但东门不开，西门无形，事实上只开南北两个城门，南门称为文安门，北门为武定门。城门为坚固的用铁钉铆合的木质铁皮黑漆城门，城门还设置有门楼、瓮城等。城外还引康河水开挖了三米宽，两米深的护城河。

### 城内建筑
卧虎城城内最主要的街道为南北向的“霸王街”，这条街道连接卧虎城南北门，为卧虎城连接城外的唯一地面通道。三条东西主干道与霸王街交汇形成“王”字形的街道布局。这些主要道路均以青石板铺设，民国时期，卧虎城主要街道已经安装了路灯，每条街还设置了街长，用以维护街道上的公共设施。
1940年代初期，卧虎城内有七个保存完整的牌坊，这七座牌坊均建于明朝，其中最为著名的是建造于明嘉靖年间的四隅首，该牌坊位于霸王街的第一个十字路口，以气势宏伟而闻名，最终在第二次中日战争中损毁。另有五座牌坊在中华人民共和国建立初期损毁。最后一座牌坊飞舄乘骢坊在文革“破四旧”期间被拆毁。
肥城县县署在卧虎城东部，始建于元代，元末焚毁，后多次重修。文庙在县署东南、武庙在县署西南。城隍庙在城西北部，据称城隍庙内有座能动的城隍像，按下庙内城隍像的膝盖，城隍爷即能站起。清初，卧虎城城内及附近还有社稷坛、风雨雷电山川坛、邑历坛等礼仪祭祀场所。